# Capteur solaire thermique
Pour les articles homonymes, voir Capteur solaire.
Ne doit pas être confondu avec Capteur solaire photovoltaïque.

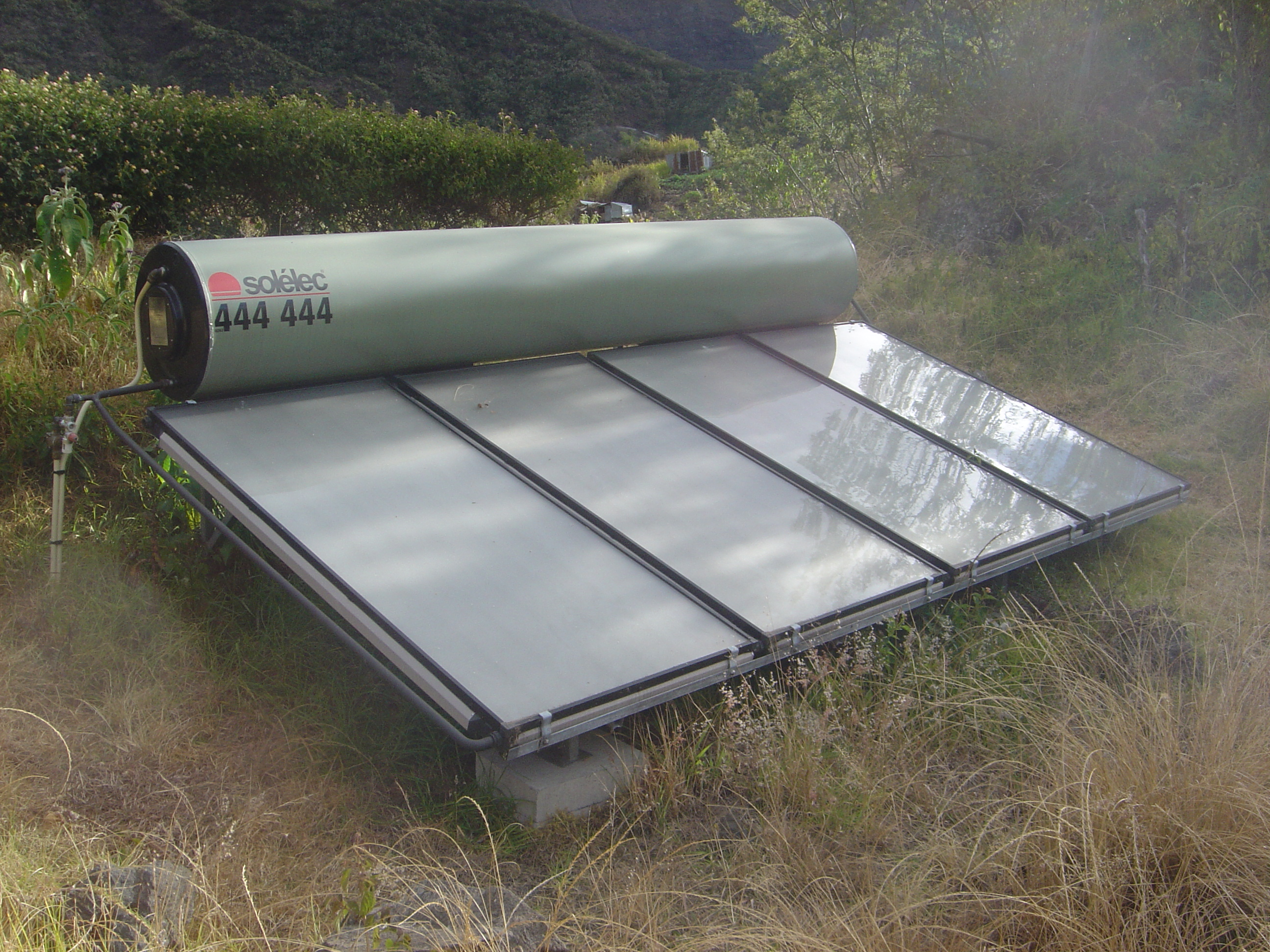
Chauffe-eau solaire au sol, utilisant une circulation par thermosiphon. Les capteurs plans sont situés sous le réservoir de stockage.

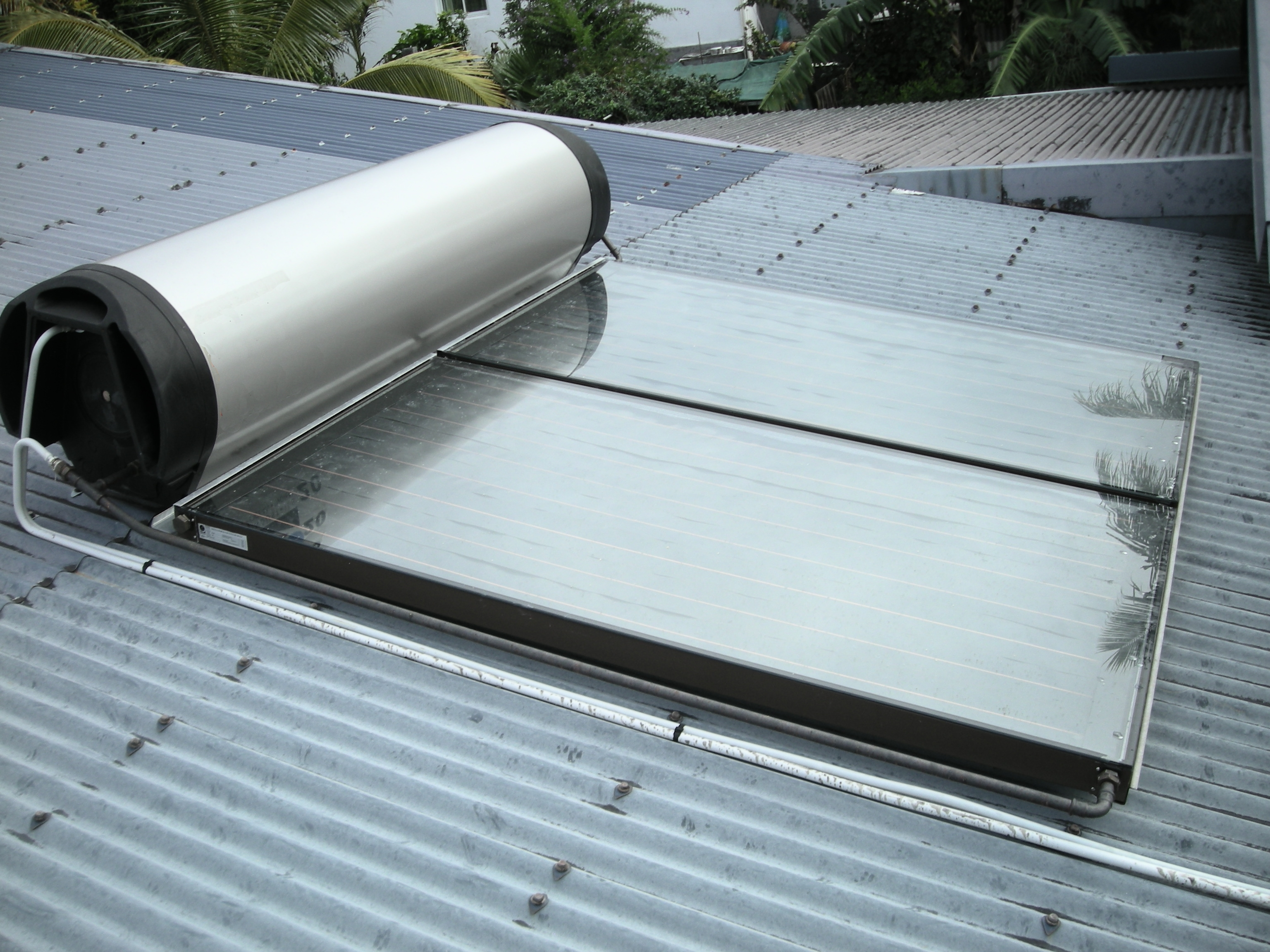
Chauffe-eau solaire en surimposition toiture, utilisant une circulation par thermosiphon. Les capteurs plans sont situés sous le réservoir de stockage.

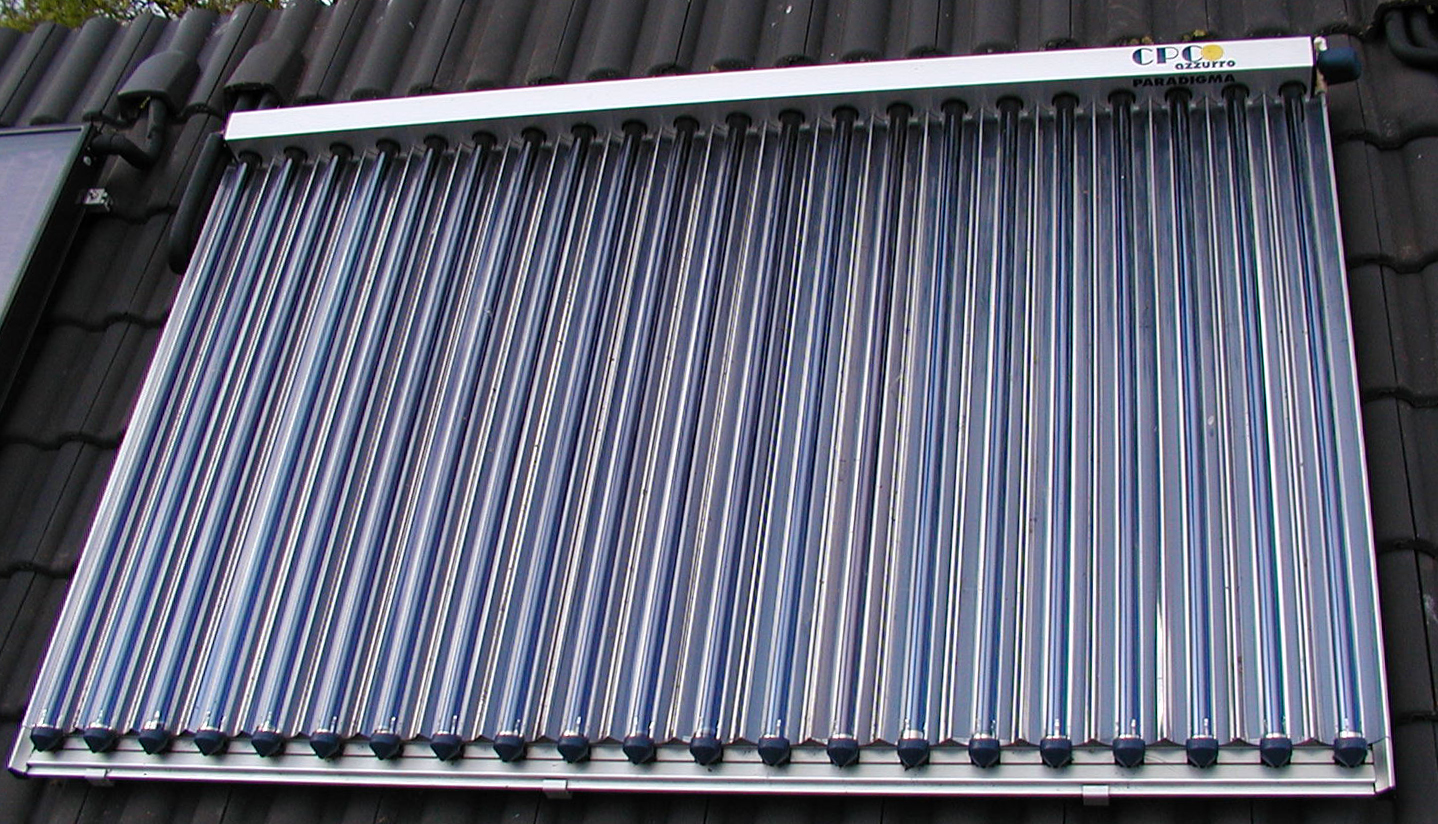
Capteur solaire installé en toiture constitué de tubes sous vide. Une surface réfléchissante est installée entre les tubes et la toiture afin d'augmenter le rendement du capteur.

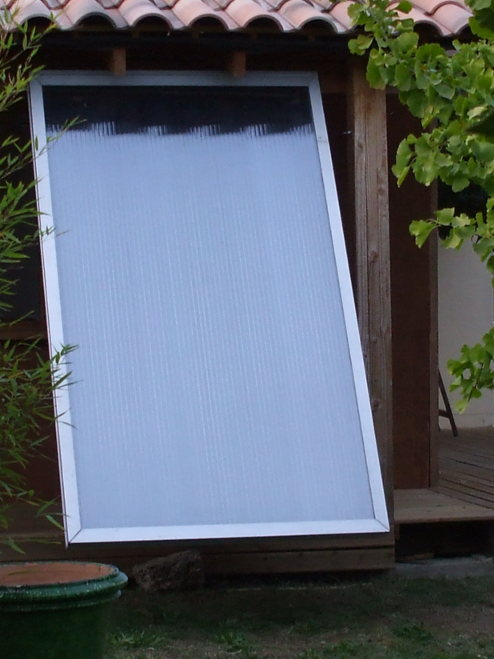
Un capteur solaire thermique auto-construit monté en façade.

Un capteur solaire thermique (ou capteur solaire, ou capteur hélio-thermique, ou encore panneau solaire,) est un dispositif conçu pour recueillir l'énergie solaire transmise par rayonnement et la transférer à un fluide caloporteur (gaz ou liquide) sous forme de chaleur. Cette énergie thermique peut ensuite être utilisée pour le chauffage de bâtiments, pour la production d'eau chaude sanitaire ou encore dans divers procédés industriels.
Cette technologie est différente de celle des panneaux photovoltaïques, qui transforment la lumière (les photons) en électricité. Les deux peuvent toutefois être combinées dans des panneaux photovoltaïques et thermiques.

## Principes généraux de fonctionnement
Un capteur solaire thermique est un échangeur de chaleur qui transforme le rayonnement solaire en énergie thermique. Il se distingue d'un échangeur classique sur plusieurs points. La densité surfacique du flux énergétique solaire (irradiance) à la surface de la Terre est variable et faible, dépassant rarement, sans système de concentration, 1 100 W/m2. Par ailleurs, le rayonnement solaire incident a une longueur d'onde entre 0,3 et 3 µm, bien plus courte que celle du rayonnement émis par la plupart des surfaces radiatives.
Le capteur absorbe le rayonnement solaire incident, le transformant ainsi en énergie thermique qui est ensuite transférée à un fluide caloporteur circulant dans le capteur. Les fluides utilisés peuvent être de l'air, de l'eau ou une huile ou encore un mélange avec du glycol (fluide antigel) notamment pour les systèmes à circulation forcée. Des matériaux à changement de phase (les sels fondus par exemple) sont aussi utilisés pour les systèmes à concentration. L'énergie du fluide caloporteur est ensuite utilisée directement ou stockée pour un usage ultérieur. Le transfert thermique se fait par convection, naturelle ou forcée en fonction du système considéré.

## Types de capteurs
Il existe différents types de capteurs solaires thermiques. Dans la littérature ils sont généralement classés dans deux grandes familles, les capteurs sans concentration (stationnaires) et les capteurs à concentration équipés d'un système de suivi (traqueur) de la course du Soleil,,. Les capteurs sur traqueur se différencient par ailleurs selon que le suivi s'effectue suivant un axe ou deux axes. Les caractéristiques d'un capteur déterminent sa plage de températures de fonctionnement et donc les applications pouvant être couvertes.

### Capteurs sans concentration (stationnaires)

#### Capteurs plans

Vue schématique en coupe d'un capteur plan à circulation de liquide avec un tube en serpentin.

Les capteurs plans sont certainement la technologie la plus ancienne, la plus fondamentale et la plus étudiée pour les applications basses températures (eau chaude sanitaire, chauffage),.
Un capteur plan est un système relativement simple composé d'un absorbeur, une surface « noire » absorbant l'énergie solaire et munie de moyens pour transférer l'énergie absorbée vers le fluide caloporteur, ainsi que d'une couverture protégeant l'absorbeur tout en étant transparente au rayonnement solaire. La face arrière de l'absorbeur ainsi que les côtés de la boîte où le tout est inséré sont isolés pour limiter les pertes thermiques par conduction. Dans les capteurs à circulation de liquide le fluide caloporteur circule dans des tubes, remplacés par des conduits dans les capteurs à air,.  

##### Couverture
La couverture du capteur a pour objectif de transmettre un maximum du rayonnement solaire incident et de limiter les pertes thermiques par radiation dans le domaine infrarouge (effet de serre) et par convection. La couverture protège par ailleurs l'absorbeur, et notamment son revêtement sélectif (voir ci-dessous) des intempéries, qui pourraient entraîner son oxydation notamment. 
La couverture est composée d'une ou plusieurs surfaces de verre ou autres matériaux possédant une transmittance élevée pour le rayonnement solaire (rayonnement à ondes courtes entre 0,3 et 3 µm) et une transmittance faible pour le rayonnement infrarouge (rayonnement à ondes longues entre 5 et 50 µm) émis par l'absorbeur. Le verre est un candidat idéal pour réaliser la couverture, de par sa transmittance élevée pour le rayonnement à ondes courtes, son coût faible et sa grande stabilité à long terme. Divers traitements peuvent lui être appliqué afin d'améliorer ses propriétés optiques et notamment son opacité au rayonnement infrarouge. Le verre trempé à faible teneur en fer a une transmittance élevée pour le rayonnement solaire (entre 0,85 et 0,9 en incidence normale) et compte parmi les vitrages solaires les moins chers du marché (8 à 10 €/m2 en 2014). Des verres haute performance avec traitement antireflet sont aussi sur le marché pour des prix variant entre 15 et 20 €/m2 en 2014.

##### Absorbeur
Le fluide caloporteur, très souvent de l’eau mélangée à un antigel de qualité alimentaire de type mono-propylène glycol, passe dans un serpentin ou dans des tubes en « harpe » plaqué en sous face[C'est-à-dire ?] d’une feuille absorbante en cuivre ou aluminium, le tout placé derrière une vitre, dans un caisson isolé de laine minérale et/ou de mousses composites polyuréthanes (polyisocyanurate) ; la vitre est transparente à la lumière du Soleil mais opaque aux rayons infrarouges de l’intérieur, ce qui piège la chaleur.
Dans les capteurs thermiques, le liquide circule dans des tubes soudés, collés ou clipsés sur une plaque noire appelée absorbeur. Pour obtenir un meilleur rendement, l'ensemble est placé dans une boîte vitrée isolante afin d'obtenir une couche d'air isolante. Avec un bon ensoleillement, et si la température ambiante n'est pas trop basse, un simple réseau de tubes à ailettes peut constituer un panneau avec un bon rendement. L'absorbeur est chauffé par le rayonnement solaire et transmet sa chaleur à l'eau qui circule dans les tubes.
Les premiers absorbeurs étaient peints en noir mat afin de capter un maximum d'énergie lumineuse. Mais la peinture noire mate a souvent l'inconvénient d'avoir une émissivité importante dans l'infrarouge. Ce qui provoque un rayonnement plus élevé depuis l'absorbeur. Ce rayonnement réchauffe la vitre, qui dissipe une partie de cette énergie à l'extérieur, par convection et rayonnement. Ce phénomène augmente les déperditions et nuit au rendement. C'est pourquoi il est intéressant d'utiliser des absorbeurs traités au chrome (par exemple), qui émettent un rayonnement infra-rouge beaucoup plus faible. On parle de surfaces sélectives, elles absorbent bien le rayonnement visible où se situe la grande partie de l'énergie provenant du Soleil (un corps noir à haute température), mais réémettent peu dans l'infrarouge (rayonnement de l'absorbeur, corps à relativement basse température).
Si l’eau ne circule pas, la température interne au capteur monte jusqu’à ce que les déperditions soient égales à l’énergie reçue, ce qui peut entraîner l'ébullition de l'eau. Cette température peut être très élevée en été, l’après-midi, quand les besoins de chauffage sont déjà couverts. On appelle température de stagnation la température de l'absorbeur dans cette situation.
De nombreuses autres innovations techniques ont permis d'augmenter le rendement des panneaux thermiques, telles que :
- des vitres ayant une faible teneur en fer pour améliorer la transparence (de 85 % à 95 %, si on y ajoute un traitement antireflet) ;
- des soudures entre la plaque absorbante et le réseau de tuyauterie réalisées par impacts lasers au lieu de sonotrodes (soudure ultrason).

Les capteurs solaires à eau sont utilisés pour le chauffage et/ou pour produire de l'eau chaude sanitaire (ECS) dans un chauffe-eau solaire. Dans les capteurs thermiques à air, de l'air circule et s'échauffe au contact des absorbeurs. L'air ainsi chauffé est ensuite ventilé dans les habitats pour le chauffage ou dans des hangars agricoles pour le séchage des produits.
Les capteurs non vitrés sont par exemple les capteurs moquette, d'une structure très simple (réseau de tubes plastiques noirs, le plus souvent en EPDM), utilisés essentiellement pour le chauffage de l'eau des piscines, en été, ou les capteurs non vitrés à revêtement sélectif, à irrigation totale, en acier inoxydable, utilisés essentiellement pour le préchauffage d'eau chaude sanitaire, le chauffage à basse température de plancher chauffant et le chauffage des piscines.

#### Capteurs à tubes sous vide
Le fluide caloporteur circule à l'intérieur d'un tube sous vide simple ou double.  Le vide améliore l’isolation contre les pertes en convection, par rapport au capteur précédent. Deux principes sont rencontrés : le premier principe est le même que pour les capteurs plans vitrés, le fluide caloporteur parcourt le tube en aller et retour pour recueillir la chaleur ; le second est plus poussé technologiquement, il fait appel à un caloduc, utilisant un second fluide caloporteur restant dans le tube (voir article détaillé, à faire dans tube sous vide).

### Capteurs à concentration

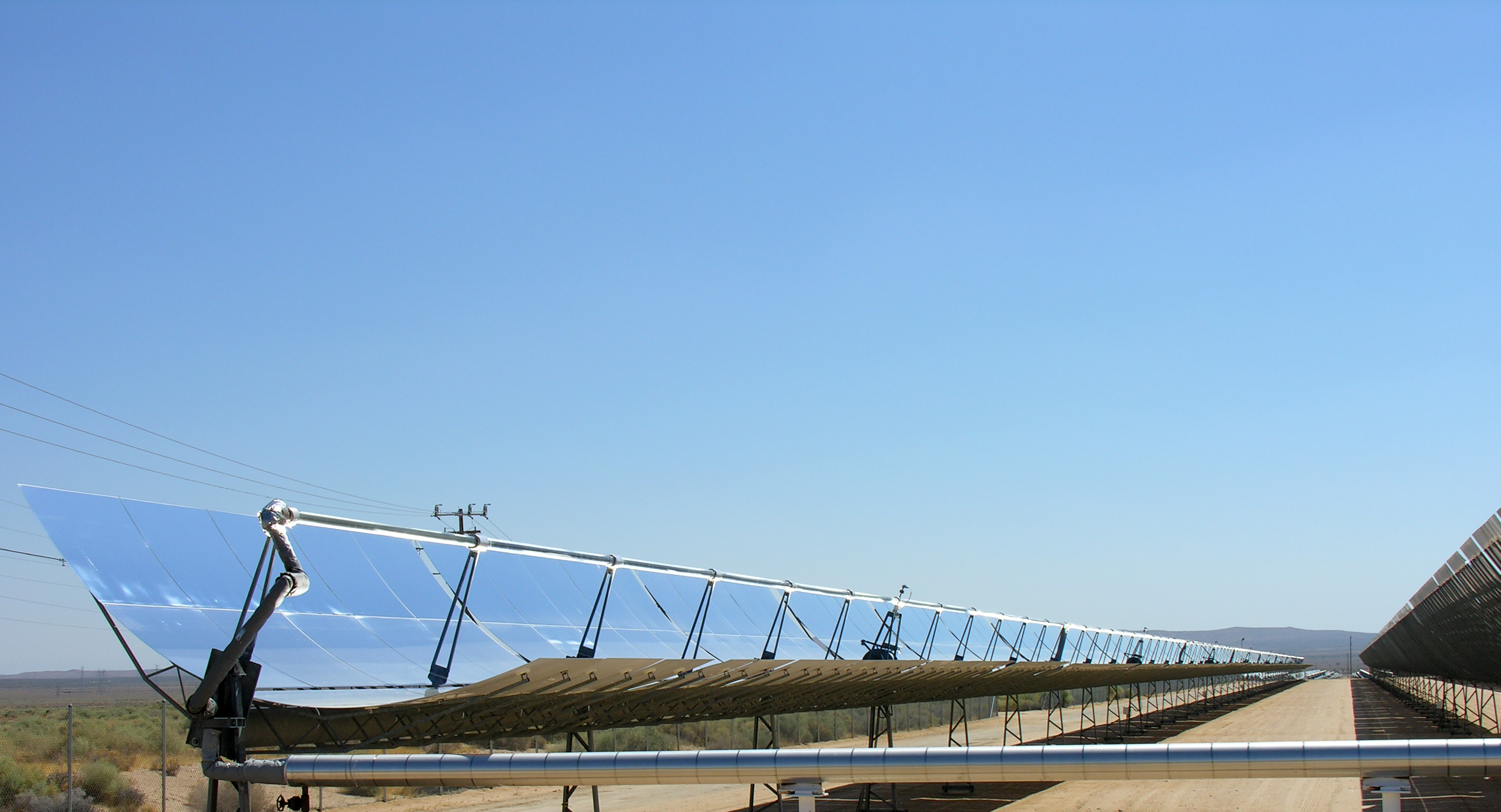
Concentrateur solaire dans une centrale solaire thermodynamique ; ce genre de miroirs cylindro-paraboliques peut être utilisé pour le chauffage domestique.

## Marché et évolutions technologiques
Répartition des capteurs solaires thermiques dans le monde, par type d'usage (fin 2020) 
- Eau chaude sanitaire pour maisons individuelles (35 %)
- Eau chaude sanitaire en habitat collectif / pour des bâtiments des secteurs tertiaire et public (51 %)
- Piscines (6 %)
- Systèmes "combi" (6 %)
- Autre (centrale de chauffage solaire, procédés industriels, climatisation solaire) (2 %)

Répartition des capteurs solaires à eau par type dans le monde (fin 2020) 
- Capteurs à tube sous vide (69 %)
- Capteurs plans vitrés (25 %)
- Capteurs plans non-vitrés (6 %)

Dans le monde en 2020, la grande majorité (69 %) des installations solaires thermiques est pourvue de capteurs à tube sous vide. Cela s'explique par la part importante de la Chine sur le marché du solaire thermique (72,8 % de la surface totale installée dans le monde). Dans ce pays, 88 % des capteurs sont de type tubulaire sous vide, dont la part atteint 54 % dans le reste de l'Asie, 21 % en Afrique sub-saharienne, 17 % en Europe et moins de 10 % dans le reste du Monde. En Europe, ce sont les capteurs plans vitrés qui dominent (81 %), alors qu'en Amérique du Nord 88 % des capteurs installés sont de type plan non vitré.
Les capteurs à eau dominent par ailleurs très largement le marché. En 2020, les capteurs à air ne représentaient que 0,2 % de la capacité totale mondiale installée.
Ces différences importantes s'expliquent par plusieurs facteurs, tels que le type d'application, le climat, les habitudes des installeurs, l'historique de la production industrielle des capteurs dans chacun des pays considérés, etc.
| Pays        | Capteurs à eau | Capteurs à eau | Capteurs à eau    | Capteurs à air | Capteurs à air | Total [MWth] |
| Pays        | Non vitrés     | Plans vitrés   | À tubes sous vide | Non vitrés     | Vitrés         | Total [MWth] |
| ----------- | -------------- | -------------- | ----------------- | -------------- | -------------- | ------------ |
| Chine       |                | 42 547         | 321 446           | 5              | 2              | 364 000      |
| Turquie     |                | 12 008         | 6 409             | 9              |                | 18 426       |
| États-Unis  | 15 808         | 2 113          | 124               | 89             | 50             | 18 185       |
| Allemagne   | 328            | 12 118         | 1 474             |                | 13             | 13 934       |
| Brésil      | 5 160          | 7 812          | 135               |                |                | 13 108       |
| Inde        |                | 3 050          | 8 417             |                | 9              | 11 470       |
| Australie   | 4 028          | 2 398          | 167               | 175            | 7              | 6 776        |
| Mexique     | 1 150          | 1 323          | 1 103             |                | 6              | 3 584        |
| Grèce       |                | 3 478          | 16                |                |                | 3 494        |
| Italie      | 31             | 2 963          | 468               |                |                | 3 462        |
| Total Monde | 30 715         | 124 200        | 344 340           | 641            | 343            | 500 239      |

| Pays        | Capteurs à eau | Capteurs à eau | Capteurs à eau    | Capteurs à air | Capteurs à air | Total (Mm²) |
| Pays        | Non vitrés     | Plans vitrés   | À tubes sous vide | Non vitrés     | Vitrés         | Total (Mm²) |
| ----------- | -------------- | -------------- | ----------------- | -------------- | -------------- | ----------- |
| Chine       |                | 60,78          | 459,21            |                |                | 520,00      |
| Turquie     |                | 17,15          | 9,16              | 0,01           |                | 26,32       |
| États-Unis  | 22,58          | 3,02           | 0,18              | 0,13           | 0,07           | 25,98       |
| Allemagne   | 0,47           | 17,31          | 2,11              |                | 0,02           | 19,91       |
| Brésil      | 7,37           | 11,16          | 0,19              |                |                | 18,73       |
| Inde        |                | 4,36           | 12,02             |                | 0,01           | 16,39       |
| Australie   | 5,75           | 3,43           | 0,24              | 0,25           | 0,01           | 9,68        |
| Mexique     | 1,64           | 1,89           | 1,58              |                | 0,01           | 5,12        |
| Grèce       |                | 4,97           | 0,02              |                |                | 4,99        |
| Italie      | 0,04           | 4,23           | 0,67              |                |                | 4,95        |
| Total Monde | 43,88          | 177,43         | 491,91            | 0,92           | 0,49           | 714,63      |

Le graphique qui aurait dû être présenté ici ne peut pas être affiché car il utilise l'ancienne extension Graph, désactivée pour des questions de sécurité. Des indications pour créer un nouveau graphique avec la nouvelle extension Chart sont disponibles ici.

Évolution annuelle de la surface de capteurs sans concentration vendue dans le monde de 2010 à 2018 (les capteurs à air sont presque invisibles sur le graphique),,.
Les capteurs solaires peuvent se présenter sous diverses formes, notamment sous forme de panneaux posés au sol ou sur une toiture. Il est également possible de remplacer les tuiles d'un toit par des tuiles spéciales faisant office de capteur, ou de capter la chaleur directement sous des ardoises ordinaires. Le rendement de ces « tuiles solaires » est généralement plus faible que celui des panneaux ordinaires mais elles peuvent être préférées pour des raisons esthétiques. Le rendement dépend notamment du matériau utilisé, de la forme des tuiles, du revêtement utilisé et du traitement de la face arrière de l'absorbeur.
Le projet européen SCOOP (de l'anglais solar collectors made of polymers) a pour objectif de promouvoir la conception et la commercialisation de capteurs en polymères pour l'ensemble des usages afin d'abaisser le coût du solaire thermique. Dans le cadre de ce projet, un consortium mené par l'institut allemand Fraunhofer ISE a inauguré en octobre 2014 un lotissement équipé de capteurs en plastique, fabriqués par le Norvégien Aventa Solar, à Mortensrud près d'Oslo (Norvège). Ces capteurs intégrés à la toiture de 34 maisons passives fournissent 62 % de leurs besoins en eau chaude sanitaire et chauffage. Rapides et faciles à installer, ils remplacent des éléments de façade ou de toiture. Le coût d'installation représente 30 à 40 % du coût des systèmes et l'intégration des capteurs au bâtiment permet d'économiser sur les matériaux d'enveloppe, du moins pour la construction neuve.

## Efficacité et rendement
La mesure de l’efficacité du capteur est le rapport entre la puissance thermique qu'il fournit au fluide caloporteur et la puissance du rayonnement solaire qui arrive sur la surface utile de ce capteur, ce rapport est nommé le rendement du capteur.
La puissance fournie correspond à la puissance transformée en chaleur dans le capteur, moins les pertes : rayonnement infrarouge renvoyé à l’extérieur, chaleur dissipée à l’extérieur.
Le meilleur rendement est obtenu quand les pertes sont nulles, c’est-à-dire quand la température du capteur est inférieure ou égale à la température ambiante, malgré l’éclairement. Ce cas est par exemple celui où la température d’utilisation est inférieure à la température ambiante extérieure, tel que le chauffage d’une piscine par temps chaud. À l’extrême opposé, le rendement est nul quand le fluide caloporteur est arrêté, la température atteint alors la température de stagnation, où les pertes sont égales à la puissance transformée en chaleur. Cette température permet de juger de la qualité d’isolation du capteur, mais elle ne permet pas de juger des performances du système intégrant ce capteur.
Les normes européennes ont retenu les paramètres suivants pour définir le rendement surfacique η (êta) d’un capteur :
- l’éclairement (ou irradiance) sur la surface utile du capteur (incluant le rayonnement direct, qui vient directement du soleil, et le rayonnement diffus) notée G en W/m². Cette irradiance dépend de l’angle d’arrivée des rayons directs sur le capteur.
- la température moyenne Tm entre la température d’entrée du fluide caloporteur et sa température de sortie,
- la température ambiante extérieure Ta (mesurée à l’ombre).

On peut écrire l’expression :
Puissance de sortie en W = puissance arrivant sur Surface utile en W . η
Ou encore :
Puissance de sortie en W = G en W/m² . Surface utile en m² . η
Si on appelle η0 la valeur du rendement quand les températures intérieure et extérieure sont égales, et donc que les pertes sont nulles, on peut écrire :
Puissance de sortie = Surface utile.(G.η0 - U.DT)
Avec :
- DT = (Tm – Ta) en K. C’est la différence entre la température moyenne du capteur, et la température ambiante à l’extérieur du capteur.
- U est le coefficient de déperditions thermiques (en W K−1 m2). Ce coefficient est à peu près constant, il dépend un peu de DT, et aussi un peu du vent.

Ainsi :
η = η0 - U.DT / G

### Courbes de rendement
Les organismes de tests tels que les laboratoires européens (SPF, ICIM, CSTB, TUV, ITW...) effectuent, à la demande des fabricants, des tests de performances. Ils mesurent entre autres les puissances de sortie, et déterminent les courbes reliant le rendement au paramètre DT. Ils déterminent, pour représenter approximativement ces courbes, trois paramètres :
- η0, le rendement optique, qui représente le rendement à DT = 0, et caractérise la qualité de la transparence et de l’absorption. Plus il est près de 1, meilleur est le capteur pour ce critère ;
- a1, (en W K−1 m2), coefficient du premier ordre, représentant les pertes à pourcentage constant : conduction et convection essentiellement. Plus ce nombre est petit, plus ces pertes sont faibles et meilleur est le capteur pour ce critère ;
- a2, (en W/K².m²), coefficient du deuxième ordre, représentant les pertes dont le pourcentage augmente avec la température : rayonnement infrarouge essentiellement. Plus il est petit, plus les pertes par rayonnement sont faibles, et meilleur est le capteur pour ce critère.

Le rendement s’écrit alors :
η = η0 - a1.DT/G - a2.DT²/G
et la puissance de sortie :
P = surface utile . (G.η0 - a1.DT - a2.DT²)
Ces trois paramètres dépendent de la définition de la surface utile qui est choisie : le plus couramment, la surface d’absorbeur, ou la surface d’entrée, ou encore la surface hors tout.
- la surface d’absorbeur est celle qui contribue directement à l’échauffement du fluide caloporteur : absorbeur proprement dit, et tuyauteries absorbantes exposées à l’éclairement. C’est simple pour un capteur plan, c’est plus délicat avec les capteurs à tube dont l’absorbeur n’est pas toujours plan, surtout en présence de réflecteurs ;
- la surface d’entrée du capteur est la surface extérieure qui laisse entrer la lumière : c’est simple pour un capteur plan, c’est la surface de la vitre. Pour un capteur à tubes, en général on prend la longueur éclairée et le diamètre d’un tube, multiplié par le nombre de tubes ;
- la surface hors tout du capteur, qui représente son encombrement. Ce choix n’est pas très pertinent pour représenter le rendement, l’encombrement étant rarement un facteur limitant d’utilisation.

Les laboratoires fournissent donc un jeu de valeurs pour chaque définition de surface utile qu’ils ont appliquée.

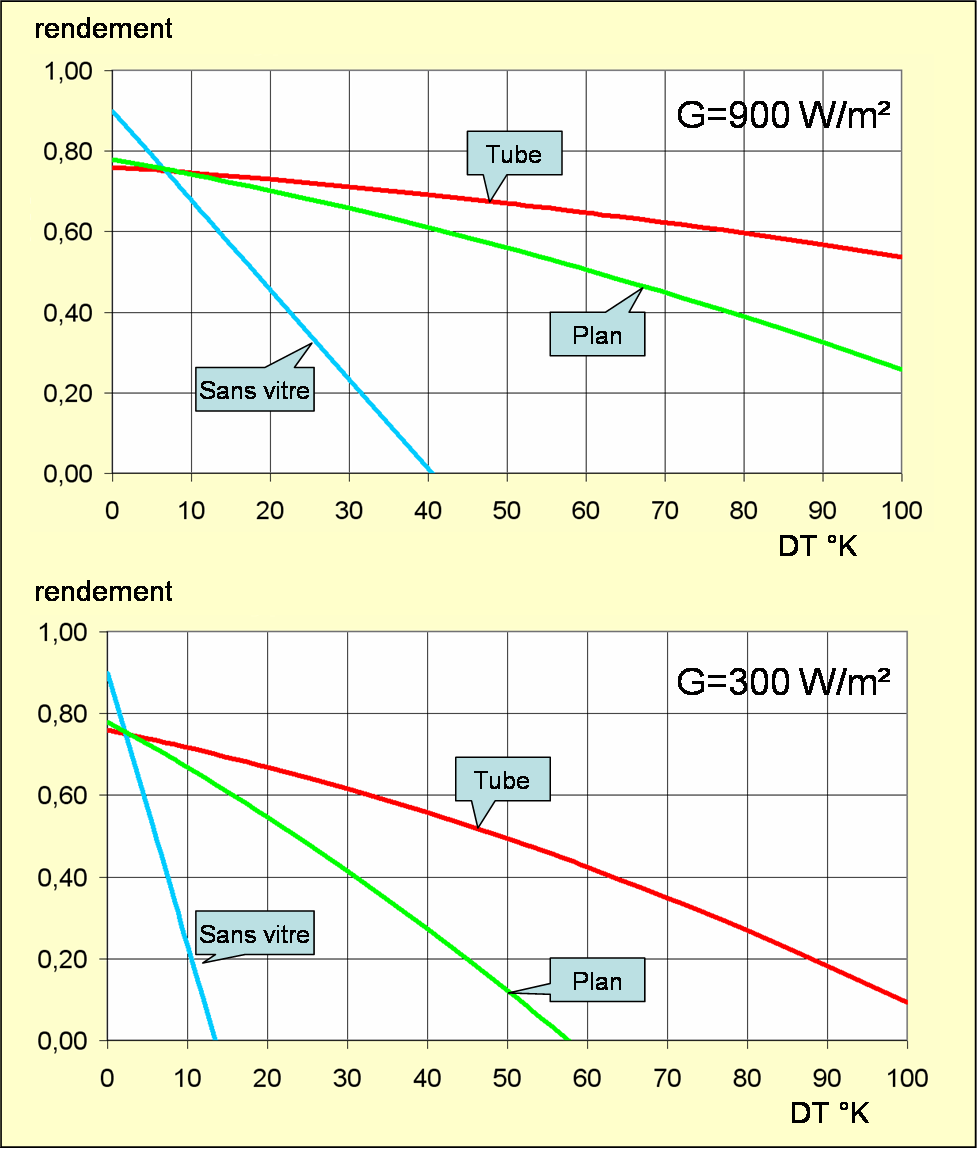
Courbes de rendement de capteurs typiques.

Les valeurs typiques en 2011-2012 pour les capteurs vitrés et à tubes du laboratoire suisse SPF (Solartechnik Prüfung Forshung) sont les suivantes (pour les surfaces d’absorbeur) : 
- η0 vaut autour de 0,8 ;
- a1 vaut autour de 1,5 pour les tubes, de 4 pour les plans ;
- a2 varie largement de 0,001 à 0,15 et plus, aussi bien pour les tubes que pour les plans.

Les différences de performances et les progrès réalisés se font essentiellement sur la réduction des pertes par convection (isolation) et par rayonnement (optimisation des corps absorbants et des verres).
Voici des exemples typiques de courbes de rendement des trois types de capteurs, la surface utile étant la surface d’absorbeur, obtenues avec une application de l’ESTIF, European Solar Thermal Industry Federation.
Les deux graphiques correspondent aux mêmes trois capteurs types, soumis à deux niveaux d’éclairement.
On peut tirer de ce graphique les conclusions suivantes :
- le capteur non vitré est capable de réchauffer efficacement de l’eau froide, pour l’amener aux environs de la température ambiante (DT proche de 0). Dès que la température de fluide s’élève, ou que l’éclairement baisse, le rendement chute fortement ;
- le capteur vitré améliore fortement le rendement par rapport au non vitré. Il atteint typiquement un DT de 50 °C par bon ensoleillement, mais chute rapidement quand l’éclairement baisse ;

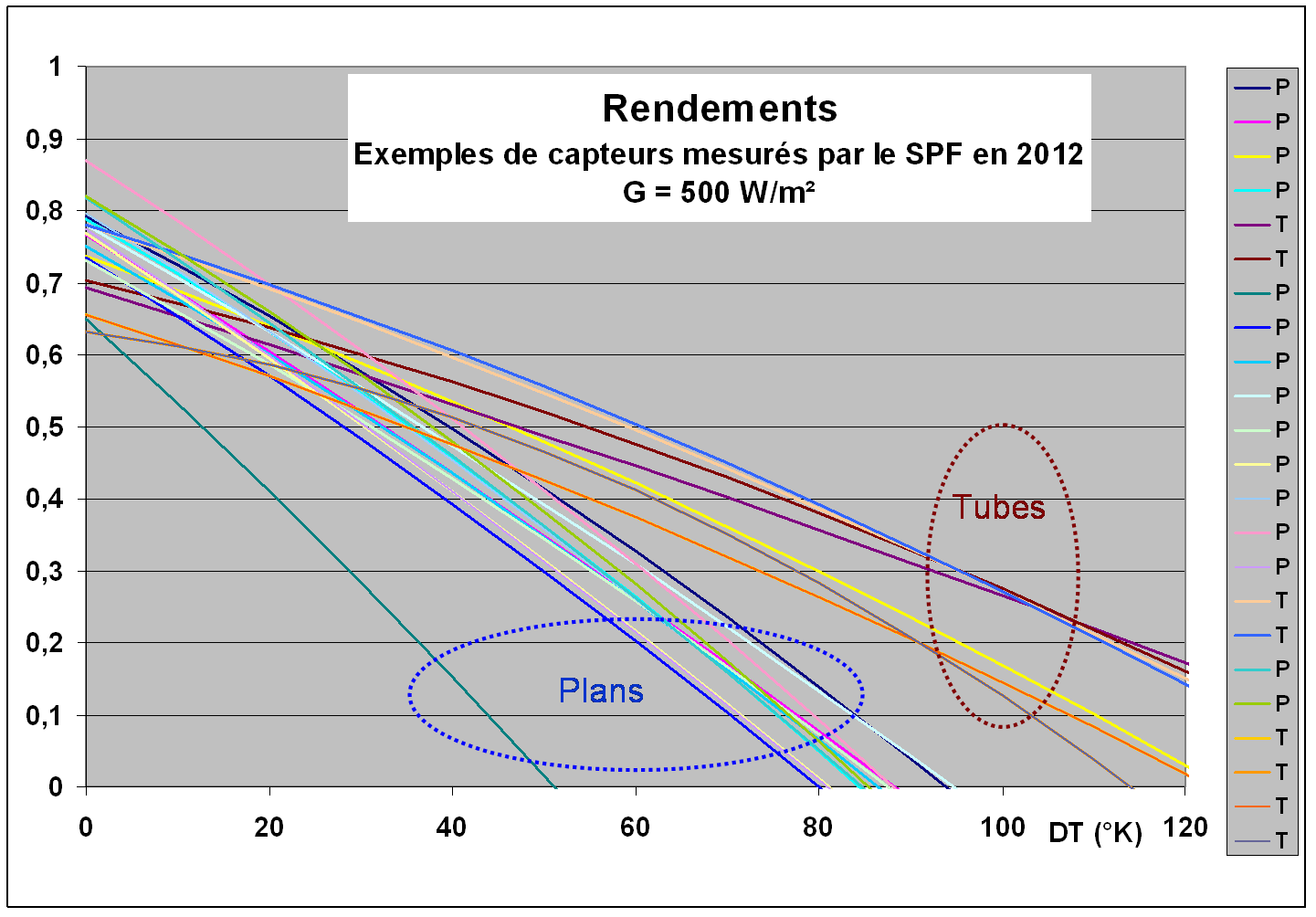
Rendements de capteurs réels d’après des mesures SPF.

- le capteur à tube a souvent un léger handicap à DT faible, mais ses pertes sont inférieures et il permet de conserver un bon rendement pour des fortes températures. Quand l’éclairement baisse, son rendement baisse nettement moins vite que celui du capteur plan vitré.

Voici des exemples de courbes de rendements de capteurs réels, dont les paramètres ont été déterminés par le laboratoire SPF  entre décembre 2011 et décembre 2012 (basés sur la surface d’entrée). Ils permettent d’illustrer et de conforter les exemples typiques précédents.

### Productivité des capteurs solaires thermiques à fluide caloporteur

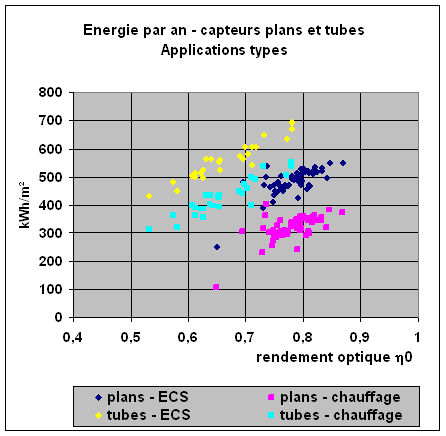
Exemples de résultats d'énergie thermique annuelle obtenue, dans des applications types.

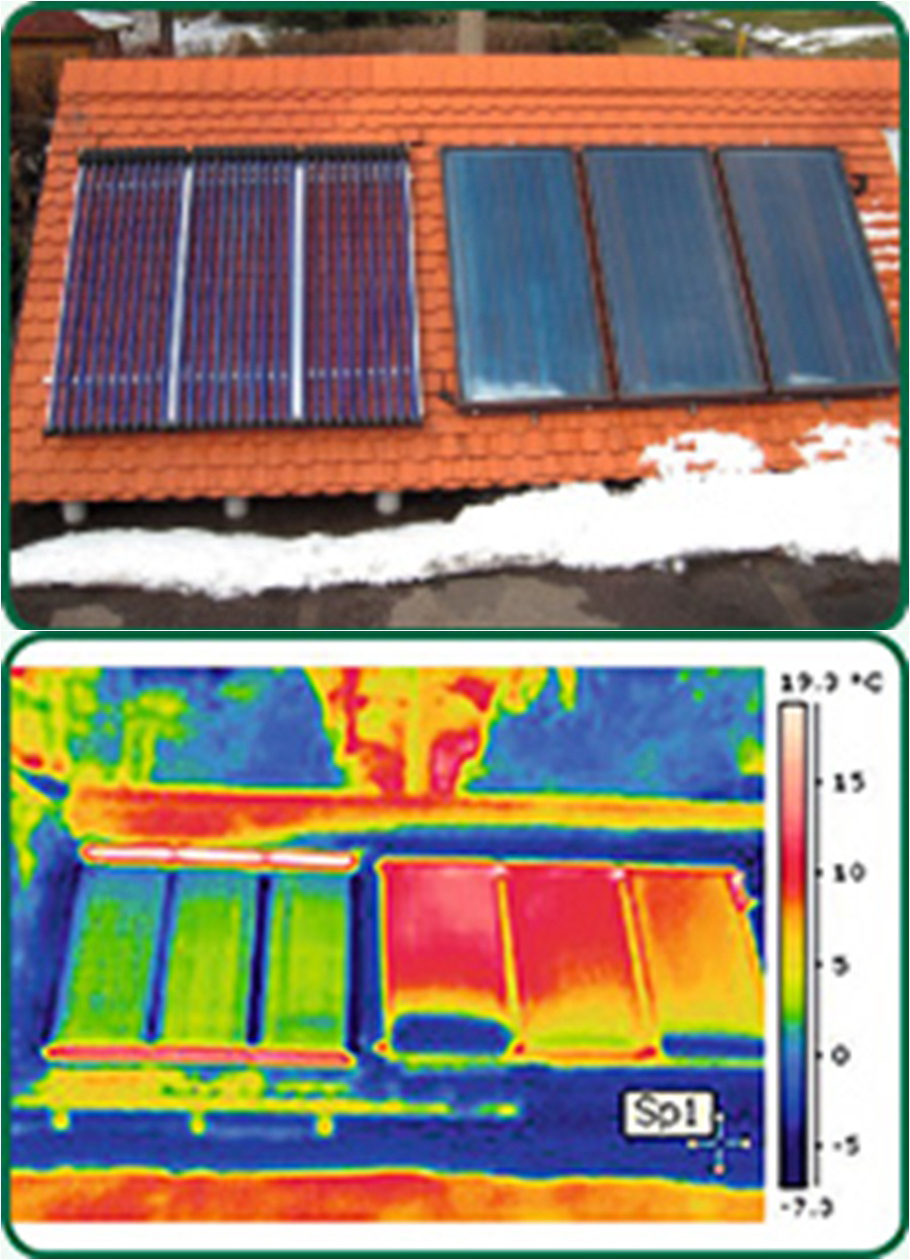
Comparaison en imagerie thermique infrarouge des deux technologies : les tubes sous vide génèrent moins de pertes que les capteurs plans.

Voici des exemples de productivité, définie comme l’énergie totale effectivement extraite par m² de surface d’entrée de capteur en un an, pour un système de chauffage donné. Ils sont calculés par le SPF pour des applications types en Suisse, l’une pour l’eau chaude sanitaire à 50 °C, où l’on vise une couverture à 60 % des besoins, l’autre pour le chauffage de locaux, où l’on vise un taux de couverture de 25 % des besoins. 
Les capteurs concernés sont des capteurs réels mesurés et publiés par le SPF en 2010, 2011 et 2012. On a pris comme paramètre d’abscisse le rendement η0. La corrélation entre le coefficient de rendement et la productivité apparaît par la pente générale de répartition des points.
Dans l’application ECS, il apparaît que les capteurs plans (losanges bleu foncé) sont équivalents en productivité à la majorité de ceux à tubes (losanges jaunes). Par contre, en ce qui concerne le chauffage, les capteurs plans (carrés mauves) sont équivalents aux tubes au rendement le plus faible (carrés bleu clair) et les bons capteurs à tubes sont nettement plus efficaces (typiquement 500 kWh/m2, contre 350 pour les plans).
La productivité n’est pas une caractéristique des seuls capteurs, elle découle aussi de la conception du système de chauffage, de sa réalisation, de la météo, et de l’utilisation effective du système. Ce n’est pas non plus une caractéristique de performance intéressant directement l’utilisateur, par exemple la productivité sera maximale en été, là où les besoins sont souvent minimaux. L’utilisateur cherchera plus souvent à réduire sa dépense de chauffage, ou sa consommation d’énergie fossile.

## Incitations étatiques

### En Chine
Des incitations financières encouragent les cités du nord de la Chine à utiliser des énergies renouvelables pour le chauffage des locaux en remplacement des combustibles fossiles afin de réduire les émissions de carbone. De plus, des projets de démonstration de chauffage urbain solaire fiables et efficaces ont été réalisés au début des années 2020 .

### En France
En France, le « Plan Soleil », lancé en 2000 par l'ADEME pour les chauffe-eau solaires et la production de chaleur, incite les particuliers à s'équiper en solaire grâce à des aides de l'État.